# Râul Valea Danului, Argeș
Râul Valea Danului este un afluent al râului Argeș.

## Hărți
- Harta Județul Argeș
- Munții Făgăraș  Arhivat în 8 septembrie 2013, la Wayback Machine.
- Alpinet - Munții Făgăraș